# Farga Palau
La Farga Palau és un monument protegit com a bé cultural d'interès local del municipi de Ripoll (Ripollès).

## Descripció
La Farga Palau, al lloc anomenat Can Guixo a la riba del Freser, és una de les escasses fargues catalanes (amb la Farga d'aram de Bernich de Banyoles) que es conserva força íntegra i, per consegüent, un valuós testimoni de què fou la farga catalana des de l'edat mitjana fins a finals del segle xix, especialment a les valls pirinenques del Ripollès i de la Vallferrera i a les del Conflent i Vallespir.

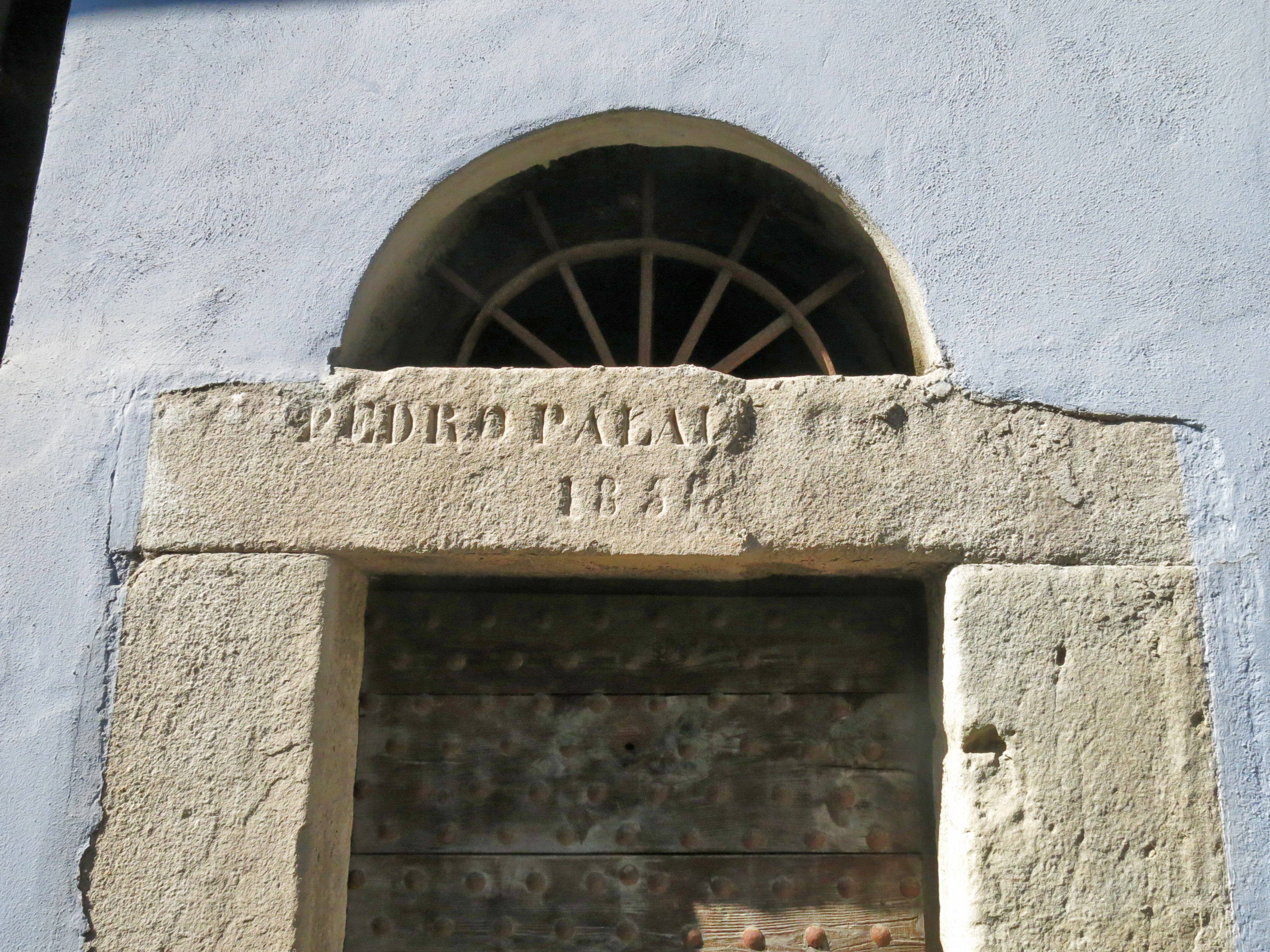
Llinda datada

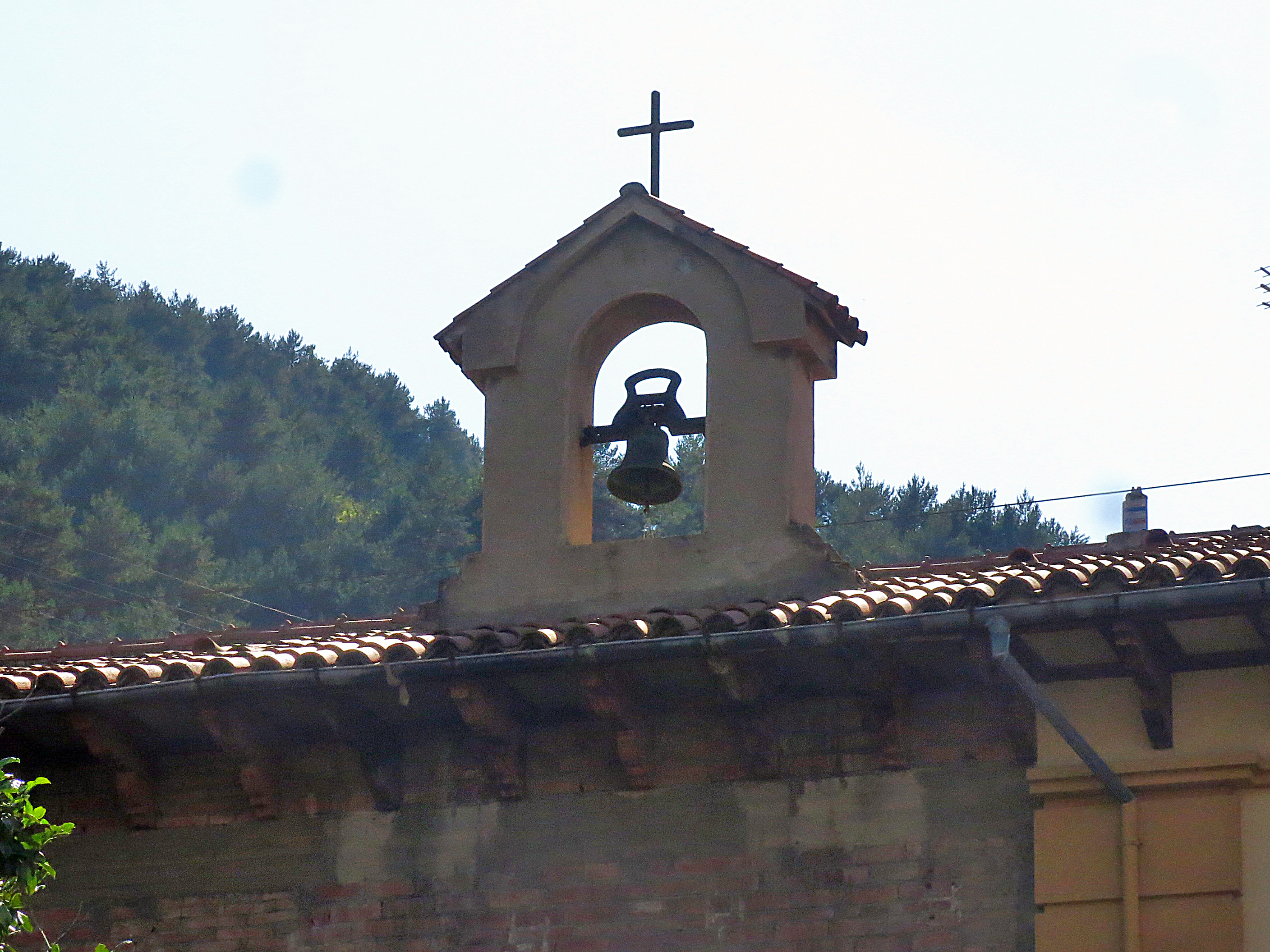
Campanar de la capella

L'estructura actual sembla que correspon a la que tenia ja el segle xvii. S'hi conserven: un forn de totxo amb la seva caixa de vents, una roda hidràulica que connecta amb l'arbre de lleves que fa moure dos martinets així com d'altres instruments.
A la façana s'hi llegeixen dues dates del segle xix, en sengles llindes. El conjunt està format per dues plantes d'habitatges, capella local, la farga i una bassa i canal que formaven part del mecanisme que servia per fer funcionar els martinets. En l'actualitat ja estan en desús.

## Història
La farga Palau, documentada des de l'any 1626 en el contracte d'arrendament, va estar en funcionament fins a l'any 1977. A mitjan segle xix, les fargues es van veure obligades a plegar, vençudes pel nou sistema siderúrgic, el convertidor Bessemer aplicat a l'alt forn. L'última que va deixar de treballar a Catalunya va ser la farga Casanova de Campdevànol (Ripollès) a finals de segle xix. Algunes fargues, per tal de subsistir, van canviar el ferro per l'aram. Això és el que feu, entre d'altres, la farga Palau.
Cal tenir en compte, que la vila de Ripoll arribà a ser el gran centre metal·lúrgic de Catalunya, amb el desenvolupament de les dues manufactures més prestigioses de la Farga Catalana: la d'armes de foc portàtils i la de claus. A partir de l'any 1997 la Farga Palau s'integrà, com a secció, dins el Sistema Territorial del Museu de la Ciència i de la Tècnica de Catalunya.
Durant la Guerra Civil Espanyola, en aquesta Farga s'hi va ubicar una indústria de Guerra. En aquest cas, s'hi feien rotllanes de forçament per a projectils balístics.